# Dalton (Geòrgia)
Dalton és una població dels Estats Units a l'estat de Geòrgia. Segons el cens del 2006 tenia 33.648 habitants.

## Demografia
Segons el cens del 2000, Dalton tenia 27.912 habitants, 9.689 habitatges, i 6.511 famílies. La densitat de població era de 543,7 habitants per km².
Dels 9.689 habitatges en un 34,3% hi vivien nens de menys de 18 anys, en un 49,9% hi vivien parelles casades, en un 11,5% dones solteres, i en un 32,8% no eren unitats familiars. En el 27,6% dels habitatges hi vivien persones soles el 10,8% de les quals corresponia a persones de 65 anys o més que vivien soles. El nombre mitjà de persones vivint en cada habitatge era de 2,81 i el nombre mitjà de persones que vivien en cada família era de 3,43.
Per edats la població es repartia de la següent manera: un 27,3% tenia menys de 18 anys, un 12% entre 18 i 24, un 30,3% entre 25 i 44, un 18,9% de 45 a 60 i un 11,5% 65 anys o més.
L'edat mediana era de 31 anys. Per cada 100 dones de 18 o més anys hi havia 101,6 homes.
La renda mediana per habitatge era de 34.312 $ i la renda mediana per família de 41.111 $. Els homes tenien una renda mediana de 28.158 $ mentre que les dones 23.701 $. La renda per capita de la població era de 20.575 $. Entorn de l'11,9% de les famílies i el 16% de la població estaven per davall del llindar de pobresa.

## Poblacions més properes
El següent diagrama mostra les poblacions més properes.